# خواهر کوچک ما
خواهر کوچک ما (انگلیسی: Our Little Sister) فیلمی در ژانر درام به کارگردانی هیروکازو کورئیدا است که در سال ۲۰۱۵ منتشر شد. این فیلم برای رقابت نخل طلای جشنواره کن 2015 برگزیده شده بود.

## داستان
بعد از مرگ پدر ۳ خواهر ساچی، یوشینو و چیکا کودا آنها به شهر پدریشان باز میگردند در مراسم مرگ پدرشان آنها در میابند که پدرشان پس از ترک مادرشان و زندگی با زنی دیگر از خود پسر کوچک و دختری به نام سوزو بجا گذاشته سوزو که از مادرش متنفرست تصمیم می‌گیرد با خواهران بزرگترش که از پدرشان به خاطر خیانت به مادرشان دلگیرند زندگی کند...

## بازیگران
- هاروکا آیاسه
- ماسامی ناگاساوا
- کاهو
- یوکو ناکامورا
- جون فوبوکی
- شینوبو اوتاکه
- کیرین کیکی

## بازخورد
سایت Rotten Tomatoes از مجموع 112 نقد و میانگین امتیاز 7.7 از 10، به این فیلم امتیاز 94% داده است. به علاوه، هر چهار بازیگری که نقش خواهران را بازی کرده‌اند برای جوایزی نامزد شدند.